# Łysostopek niemiły

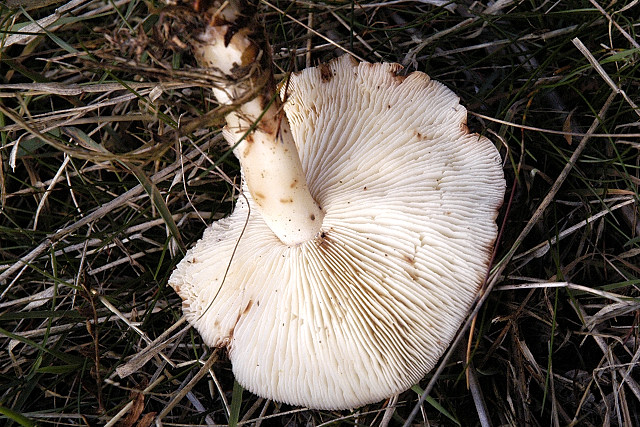
Hymenofor owocnika

Łysostopek niemiły (Gymnopus hariolorum (Bull.) Antonín et al.) – gatunek grzybów należący do rodziny Omphalotaceae.

## Systematyka i nazewnictwo
Pozycja w klasyfikacji według Index Fungorum: Gymnopus, Omphalotaceae, Agaricales, Agaricomycetidae, Agaricomycetes, Agaricomycotina, Basidiomycota, Fungi.
Gatunek Gymnopus hariolorum został zdiagnozowany taksonomicznie przez Jeana Bulliarda (jako Agaricus hariolorum) w drugim tomie Herbier de la France z 1782 r. Do rodzaju Gymnopus został przeniesiony przez Vladimíra Antonína, Roya Hallinga i Machiela Noordeloosa w artykule Generic concepts within the groups of Marasmius and Collybia sensu lato opublikowanym w Mycotaxon z 1997 r. Niektóre synonimy naukowe:

- Agaricus hariolorum Bull. 1782
- Agaricus superstitiosus J.F. Gmel. 1792
- Collybia hariolorum (Bull.) Quél. 1872
- Collybia hariolorum (Bull.) Quél. 1872 var. hariolorum
- Marasmius hariolorum (Bull.) Quél. 1888

Nazwę polską podał Władysław Wojewoda w 2003 r., wcześniej gatunek ten opisywany był pod nazwą pieniążek niemiły.

## Morfologia
Kapelusz
Początkowo półkulisty lub dzwonkowaty, potem płaski, czasem z tępym garbkiem, średnicy 2–5 cm, barwy bladoochrowej, cielisto-brązowawej lub białawy, z wodnistymi plamami, higrofaniczny, w centrum ciemniejszy. Pokryty gładką, matową lub tłusto lśniącą skórką. Brzeg ostry, nieco prążkowany.
Hymenofor
Blaszkowy, blaszki barwy kremowej, cienkie i wąskie, zatokowato wycięte, wąsko przyczepione do trzonu, gęsto ustawione. Trama blaszek regularna.
Trzon
Cylindryczny, po dojrzeniu pusty w środku, barwy cielisto-brązowawej lub białawy, w dolnej części wyraźnie białawo omszony, szczecinowaty lub wełnisty. Podstawa lekko maczugowata.
Miąższ
Blady, o wodnistej konsystencji, nieprzyjemnej woni gnijącej kapusty i nieznacznym, rzodkiewkowym smaku.
Zarodniki
Elipsoidalne, o wymiarach 5,5–7 × 2,5–5,5 μm, o gładkiej powierzchni, pozbawione pory rostkowej. Wysyp zarodników biały.

## Występowanie i siedlisko
Występuje na półkuli północnej. Najwięcej jego stanowisk podano z Europy, poza tym zanotowano jego występowanie w prowincji Ontario w Kanadzie, oraz w Mongolii. W piśmiennictwie naukowym na terenie Polski do 2003 r. podano 9 jego stanowisk.
Saprotrof. Rozwija się w lasach liściastych, często pod bukami, także dębami i jesionami. Owocnikowanie trwa od maja do września, owocniki wyrastają w kępkach lub gromadnie.

## Znaczenie
Owocniki są lekko toksyczne dla człowieka. Ich spożycie powoduje zaburzenia trawienne, mdłości i wymioty.